# Aeroportul Mahdia
Aeroportul Mahdia (IATA: MHA, ICAO: SYMD) este un aeroport din Potaro-Siparuni, Guyana ce deservește zona Mahdia⁠(d). A fost numit după zona deservită.
Situat la o altitudine de 91 m, aeroportul dispune de o singură pistă.